# 太平洋海岸山脈
太平洋海岸山脈（たいへいようかいがんさんみゃく、英語：Pacific Coast Ranges）とは、北アメリカの西海岸と並行してアラスカ州の南からメキシコの北中部まで伸びる連続した山脈である。アメリカ合衆国では、公式にPacific Mountain Systemと表現されることもある。
この山脈は、ロッキー山脈、コロンビア山脈、インテリア山脈、インテリア台地、シエラネバダ山脈といった山脈や様々な台地、盆地などを含む北アメリカ山系の一部である。
しかし、「太平洋海岸山脈」という名称は、セイントイライアス山地、コースト山脈、インシュラー山脈、オリンピック山脈、カスケード山脈、オレゴン海岸山脈、カリフォルニア海岸山脈、トランスヴァース山脈、半島山脈、そして西シエラ・マドレ山脈で構成されたWestern CordilleraのWestern Systemのみに適用される。

## 定義
「海岸山脈」という用語はアメリカ地質調査所により、ワシントン州のファンデフカ海峡の南からカリフォルニア州とメキシコの国境まで、およびピュージェット湾の西、ウィラメットバレー、そしてセントラル・バレー（サクラメント・バレーとサンホアキン・バレー）までの山脈のみを指すために使用される。
この定義にはシエラネバダ山脈やカスケード山脈、モハーヴェ砂漠やソノラ砂漠、すなわち太平洋境界地方は含まれない。カナダでは、海岸山脈やそれに隣接するヘイゼルトン山脈、場合によってはセントイライアス山地などの内陸山脈を指す際に、この用語が略式で用いられる。

## 地理
この山脈の特性は、アラスカにおける山脈で記録的な高さを誇る氷河から、起伏の多いカリフォルニア中南部の山脈、トランスヴァース山脈や半島山脈に至るまでかなり多様であり、カリフォルニアシャパラルと森林地帯では、カリフォルニアオーク林やシャパラルの低木林、または海岸セージ林がそれらを覆っている。ブリティッシュコロンビア州とアラスカ州の海岸沿いでは山が海と混じり合い、何千もの島々とともにフィヨルドが複雑な迷路のような海岸線を形成している。南カリフォルニアの沖合では、サンタモニカ山脈のチャンネル諸島がおよそ260キロにわたって続いている。
海岸平野は山を切り開いて堆積物を広げている河口にあり、アラスカ州のカッパー川、ブリティッシュコロンビア州のフレーザー川、ワシントン州とオレゴン州の間のコロンビア川が最も有名である。カリフォルニア州には、サクラメント川とサンワーキン川のサンフランシスコ湾、サンタクララ川の（世界中でも特に肥沃な土地である）オックスナード平原、ロサンゼルス川やサンガブリエル川、そしてサンタアナ川の注ぐ（トランスヴァース山脈と半島山脈の間にあり深さ10キロにおよぶ海岸堆積物でできた）ロサンゼルス盆地、ミッション湾のサンディエゴ川などがある。
北のサンフランシスコ湾付近では、冬季にはアラスカ湾からの寒冷で不安定な気団がこの太平洋海岸山脈のひとつに上陸し、特にその西側の斜面で雨雪による大量の降水をもたらすことが多い。同じ冬でも南カリフォルニアではその頻度や降水量が少なく、山脈西側の斜面と山頂が東へ向かう雨蔭を作り、乾燥したカリフォルニアの砂漠地帯を形成する。 
後述のリストからは除外されているが、しばしば含まれるシエラネバダ山脈は、カリフォルニア州東部の主要な山脈であり、カリフォルニア海岸山脈およびトランスヴァース山脈からセントラル・バレーによってその長さの大部分が隔てられている。

## 地質
北アメリカの西海岸では、太平洋海岸山脈と海岸平野が縁辺を形成している。大部分の土地は、その周辺に付着成長してきたテレーンでできており、北部は島帯が境界を形成する堆積したテレーンである。この島帯はアラスカ州のランゲリア・テレーンからカナダのチリワックまで続く。
7億5000万年前のロディニア大陸の分裂は東太平洋北西部にパッシブ・マージンを形成した。2億年前のパンゲア大陸分裂時には北アメリカプレートが西への移動を開始し、新たにできた西の北アメリカ大陸に活発な収束型境界を生み出した。大陸が西へ移動するにつれてテレーンはその西海岸へ堆積した。境界の閉鎖は少なくとも1億1500万年前まで起こらなかったが、島帯が堆積した時期は不明である。大陸に付着した他の中生代のテレーンはクラマス山脈やシエラネバダ山脈、メキシコのゲレーロ州にあるスーパーテレーンを含む 。8000万〜9000万年前には沈み込んでいたファラロンプレートが割れて北にクラプレートができた。これによって現在の北カリフォルニアにプレートが集まりメランジュを形成する領域が形成された。その北にはコロンビア湾入があり、大陸境界部は周辺地域の東にあった。主要なバソリスの多くは白亜紀後期のものである。ララミー変動が約4800万年前に終わると、サイレツテレーンの堆積が太平洋北西部で始まった。これは現在のカスケード山脈を形成するカスケード沈み込み帯の火山活動を開始させ、活動は中新世まで続いた。これらの造山運動などはベイスン・アンド・レンジ南部における第三紀の噴火に関連しているかもしれない。およそ700万〜800万年前の北アメリカプレートの運動変化によってベイスン・アンド・レンジ地域の拡大が鈍化したため、カリフォルニア湾で亀裂が生じ始めた。
太平洋海岸山脈の多くは同じ地質史を共有しているが、その地域は地質学というよりは地理学によって定義されている。様々な山脈の多くは、リトルサンバーナディーノ山脈の一部にある先カンブリア時代のものからカスケード山脈にある1万年前の岩石まで、多様な地質時代の異なる形態の岩石で構成されている。一例として、中生代のバソリスで構成される半島山脈は、先カンブリア時代の変成岩と新生代の堆積岩が混合して構成されるサンバーナディーノ山脈とは地質学的に極めて異なる。しかし、両山脈は隣接しており、どちらも周辺地域に同様の経済的・社会的影響を及ぼすことから、太平洋海岸山脈の一部と考えられている。

## 主な山脈

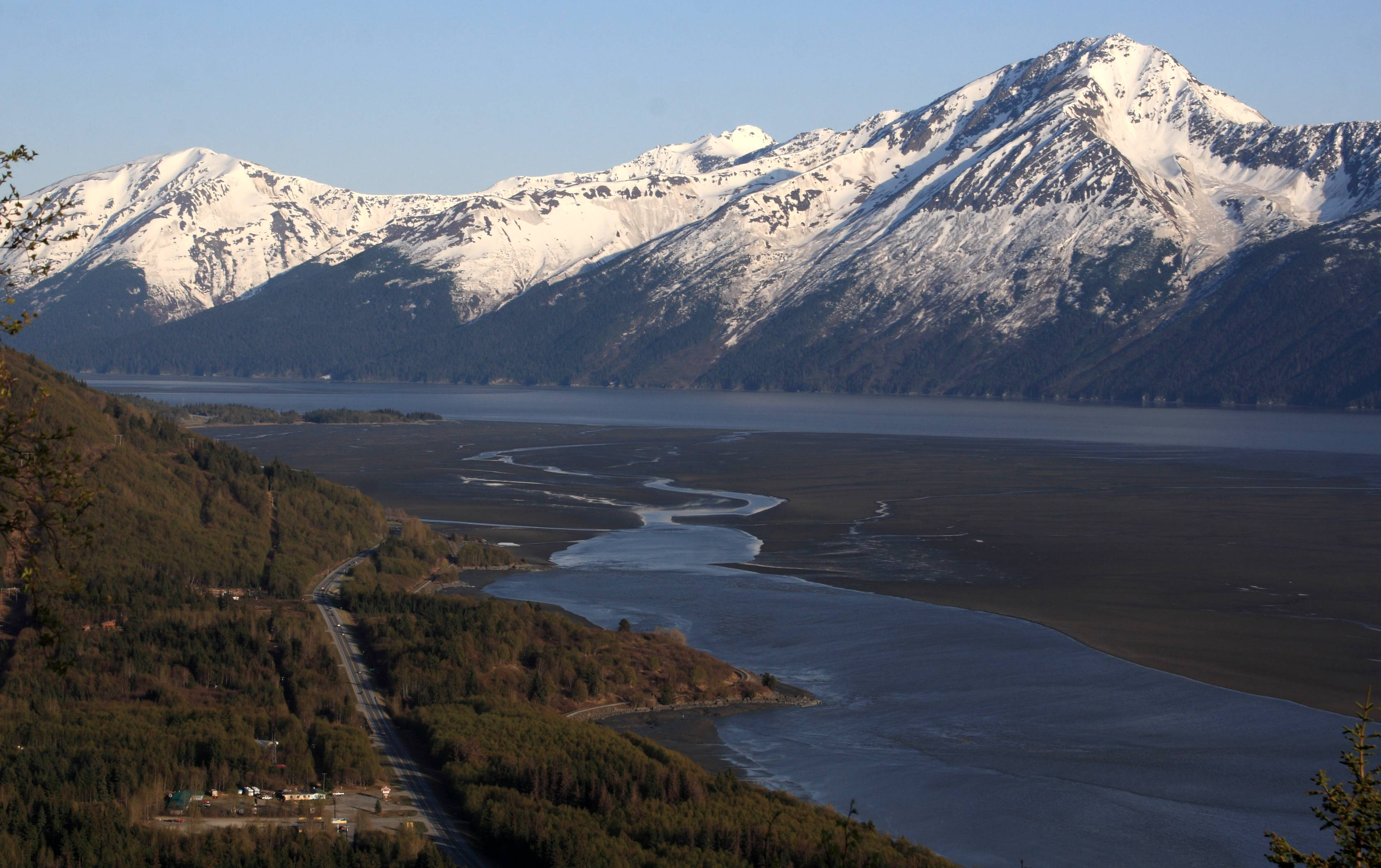
ケナイ山脈

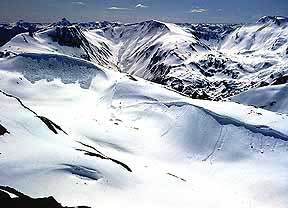
ジュノー氷原

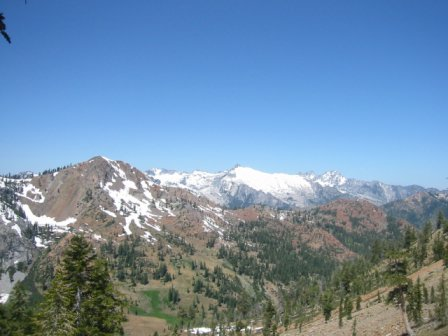
クラマス山脈

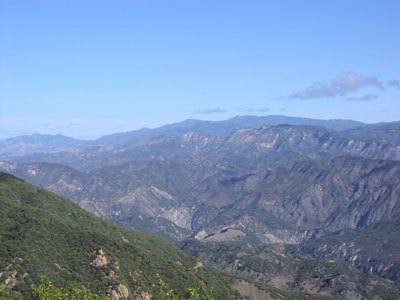
サン・ラファエル山脈

太平洋海岸山脈は北から順に以下の山脈で構成されている。
- ケナイ山脈（英語版）（アラスカ州）ケナイ山脈
- チュガッチ山脈（アラスカ州）
- タルキートナ山脈（英語版）（アラスカ州）
- ユーコン山脈（英語版）（アラスカ州からユーコン準州）
  - ランゲル山地
- セイントイライアス山地（アラスカ州南部からブリティッシュコロンビア州北西部）
  - アルセク山脈（英語版）
    - フェアウェザー連山
    - タクシャヌク山脈（英語版）
- コースト山脈（英語版）（ユーコン準州からブリティッシュコロンビア州）
  - 境界山脈（英語版）（アラスカ州南東からブリティッシュコロンビア州北西）
    - チェジャ山脈（英語版）
    - チェチドラ山脈（英語版）
    - アダム山脈（英語版）
    - アシントン山脈（英語版）
    - バーニストン山脈（英語版）
    - デザディエシュ山脈（英語版）
    - フロレンス山脈（英語版）
    - ハレック山脈（英語版）
    - ジュノー氷原ジュノー氷原
    - カクハン山脈（英語版）
    - リンカーン山脈（英語版）
    - ロングビュー山脈（英語版）
    - ピーボディ山脈（英語版）
    - ルソー山脈（英語版）
    - スワード山脈（英語版）
    - スノースライド山脈（英語版）
    - スペクトラム山脈（英語版）
    - スティキーン氷原（英語版）

  - キティマト山脈（英語版）（ブリティッシュコロンビア州北部海岸）
  - 太平洋山脈（英語版）（ブリティッシュコロンビア州中南部海岸）
    - レインボー山脈（英語版）
    - パンテオン山脈（英語版）
    - ニウト山脈（英語版）
    - ワッジントン山脈（英語版）
    - ホワイトマントル山脈（英語版）
    - ベンダー山脈（英語版）
    - ガリバルディ山脈（英語版）
    - クレンダイニング山脈（英語版）
    - タンタラス山脈（英語版）
    - チルコーティン山脈（英語版）
      - ディクソン山脈（英語版）
      - シュラプス山脈（英語版）
      - キャメルズフット山脈（英語版）

    - リルエト山脈（英語版）
      - カンチレバー山脈（英語版）
      - カユーシュ山脈（英語版）

    - ダグラス山脈（英語版）
    - 北部沿岸山脈（英語版）
- インシュラー山脈（英語版）（ブリティッシュコロンビア州）
  - バンクーバー島山脈（英語版）
  - クイーンシャルロッテ山脈（英語版）
- オリンピック山脈（ワシントン州）
- カスケード山脈（ブリティッシュコロンビア州からカリフォルニア州）
- オレゴン海岸山脈（英語版）
  - 北オレゴン海岸山脈（英語版）
  - 中央オレゴン海岸山脈（英語版）
  - 南オレゴン海岸山脈（英語版）
- カラプーヤ山脈（英語版）（オレゴン州）
- クラマス山脈 (エコリージョン)（英語版）（オレゴン州と北カリフォルニア）
  - クラマス山脈（英語版）クラマス山脈
  - シスキュー山脈
  - トリニティアルプス（英語版）とサーモン山脈（英語版）
- カリフォルニア海岸山脈（英語版）（北〜中央カリフォルニア）
  - キング山脈（英語版）
  - メンドシーノ山脈（英語版）
  - マヤカマス山脈（英語版）
  - マリン山地（英語版）とタマルパイアス山（英語版）
  - サンタクルーズ山脈（英語版）
  - ディアブロ山脈（英語版）
  - ガビラン山脈（英語版）
  - サンタルシア山脈（英語版）
  - テンブラー山脈（英語版）
  - カリエンテ山脈（英語版）
- トランスヴァース山脈（英語版）（南カリフォルニア）
  - シエラ・マドレ山脈 (カリフォルニア州)（英語版）
  - シエラ・ペロナ山脈（英語版）
  - サン・エミグディオ山脈（英語版）
  - サン・ラファエル山脈（英語版）サン・ラファエル山脈
  - サンタイネス山脈（英語版）
  - テハチャピ山地
  - トパトパ山脈（英語版）
  - サンタスサンナ山脈（英語版）
  - シミ山地（英語版）
  - サンタモニカ山脈（英語版）
  - チャーク山地（英語版）
  - サンガブリエル山脈
  - サン・ラファエル山地（英語版）
  - プエンテ山地（英語版）
  - サンバーナディーノ山脈
  - リトルサンバーナディーノ山脈
- 半島山脈（英語版）（南カリフォルニアとメキシコ）
  - サンタアナ山脈（英語版）
  - チノ山地（英語版）
  - サンジャシント山脈
  - パロマー山（英語版）
  - ラグナ山脈（英語版）
  - シエラ・デ・フアレス（英語版）
  - シエラ・デ・サン・ペドロ・マルティル（英語版）
  - シエラ・デ・サン・ボルハ（英語版）
  - シエラ・デ・サンフランシスコ（英語版）
  - シエラ・デ・グアダルーペ洞窟壁画（英語版）
  - シエラ・デ・ラ・ギガンタ（英語版）
  - シエラ・デ・ラ・ラグナ（英語版）
- 西シエラ・マドレ山脈（メキシコ北西部）

## 主な氷原

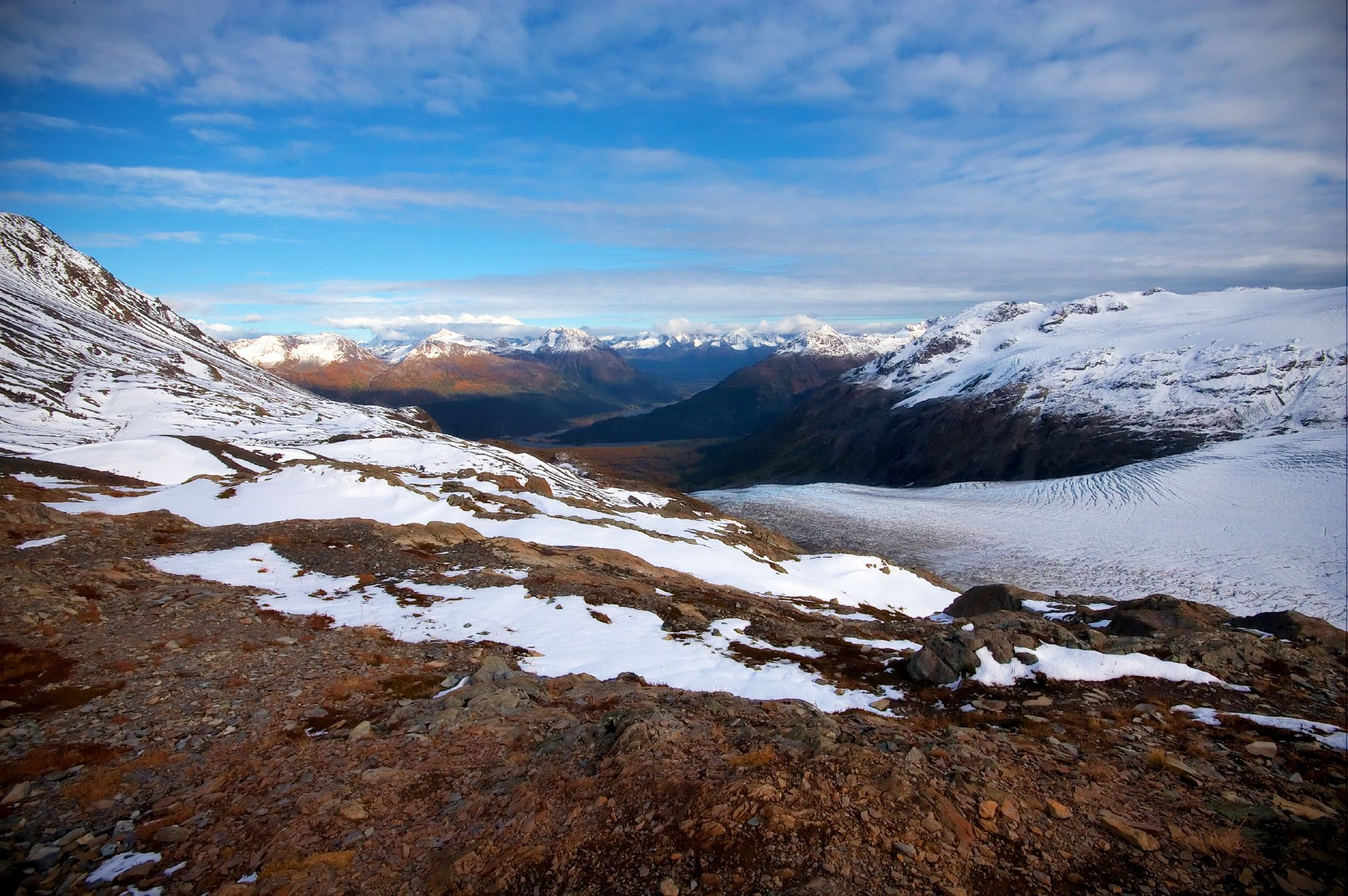
ハーディング氷原

太平洋海岸山脈は以下のように世界最大の温帯氷原を有し、それらは山脈としては名付けられていないが山脈と同じ意味を持つ。
- ハーディング氷原（英語版）ハーディング氷原
- サージェント氷原（英語版）
- バグレー氷原（英語版）
- ジュノー氷原
- スティキーン氷原（英語版）
- ハ＝イルツク氷原（英語版）
- モナーク氷原（英語版）
- ワッジントン山脈（英語版）
- ホマスコ氷原（英語版）
- リルエト氷原（英語版）
- ペンバートン氷原（英語版）